# Salmo 38
El salmo 38  es, según la numeración hebrea, el trigesimoctavo salmo del Libro de los salmos de la Biblia. Corresponde al salmo 37 según la numeración de la Biblia Septuaginta griega, empleada también en la Vulgata latina. Por este motivo, recogiendo la doble numeración, a este salmo también se le refiere como el salmo 38 (37).
Se titula "Un salmo de David para recordar". En la versión inglesa de la Biblia del Rey Jacobo comienza: "Oh señor, no me reprendas en tu ira". En latín, se conoce como " Domine, ne in furore tuo arguas me ".  Es uno de los 7 salmos penitenciales .

## Texto

### Versión de la Biblia del Rey Jacobo
1. Oh Señor, no me reprendas en tu ira; ni me castigas en tu caliente disgusto.
2. Porque tus flechas se clavan en mí, y tu mano me duele.
3. No hay solidez en mi carne a causa de tu ira; tampoco hay descanso en mis huesos a causa de mi pecado.
4. Porque mis iniquidades han pasado por encima de mi cabeza: como una carga pesada, son demasiado pesadas para mí.
5. Mis heridas apestan y son corruptas por mi necedad.
6. Estoy preocupado; Estoy muy inclinado; Voy de luto todo el día.
7. Porque mis lomos están llenos de una enfermedad repugnante: y no hay solidez en mi carne.
8. Estoy débil y adolorido: he rugido por la inquietud de mi corazón.
9. Señor, todo mi deseo está delante de ti; y mis gemidos no se te ocultan.
10. Mi corazón palpita, mi fuerza me falla: en cuanto a la luz de mis ojos, también se ha ido de mí.
11. Mis amantes y mis amigos se mantienen alejados de mi llaga; y mis parientes se paran lejos.
12. También los que buscan mi vida ponen trampas para mí: y los que buscan mi dolor hablan con picardía e imaginan engaños todo el día.
13. Pero yo, como sordo, no oí; y yo era como un hombre tonto que no abre la boca.
14. Así fui como un hombre que no oye, y en cuya boca no hay reprensiones.
15. Porque en ti, oh SEÑOR, espero: oirás, oh Señor, mi Dios.
16. Porque dije: escúchame, para que no se regocijen de mí; cuando mi pie resbala, se magnifican contra mí.
17. Porque estoy listo para detenerme, y mi dolor está continuamente delante de mí.
18. Porque declararé mi iniquidad; Lamentaré mi pecado.
19. Pero mis enemigos son vivos, y son fuertes: y los que me odian injustamente se multiplican.
20. También los que hacen mal por bien son mis adversarios; porque sigo lo que es bueno.
21. No me abandones, oh SEÑOR; Dios mío, no te alejes de mí.
22. Date prisa para ayudarme, oh Señor, mi salvación.

### Versión de la Biblia Reina Valera 1960
1 Jehová, no me reprendas en tu furor,
   Ni me castigues en tu ira.
2 Porque tus saetas cayeron sobre mí,
Y sobre mí ha descendido tu mano.
3 Nada hay sano en mi carne, a causa de tu ira;
Ni hay paz en mis huesos, a causa de mi pecado.
4 Porque mis iniquidades se han agravado sobre mi cabeza;
Como carga pesada se han agravado sobre mí.
5 Hieden y supuran mis llagas,
A causa de mi locura.
6 Estoy encorvado, estoy humillado en gran manera,
Ando enlutado todo el día.
7 Porque mis lomos están llenos de ardor,
Y nada hay sano en mi carne.
8 Estoy debilitado y molido en gran manera;
Gimo a causa de la conmoción de mi corazón.
9 Señor, delante de ti están todos mis deseos,
Y mi suspiro no te es oculto.
10 Mi corazón está acongojado, me ha dejado mi vigor,
Y aun la luz de mis ojos me falta ya.
11 Mis amigos y mis compañeros se mantienen lejos de mi plaga,
Y mis cercanos se han alejado.
12 Los que buscan mi vida arman lazos,
Y los que procuran mi mal hablan iniquidades,
Y meditan fraudes todo el día.
13 Mas yo, como si fuera sordo, no oigo;
Y soy como mudo que no abre la boca.
14 Soy, pues, como un hombre que no oye,
Y en cuya boca no hay reprensiones.
15 Porque en ti, oh Jehová, he esperado;
Tú responderás, Jehová Dios mío.
16 Dije: No se alegren de mí;
Cuando mi pie resbale, no se engrandezcan sobre mí.
17 Pero yo estoy a punto de caer,
Y mi dolor está delante de mí continuamente.
18 Por tanto, confesaré mi maldad,
Y me contristaré por mi pecado.
19 Porque mis enemigos están vivos y fuertes,
Y se han aumentado los que me aborrecen sin causa.
20 Los que pagan mal por bien
Me son contrarios, por seguir yo lo bueno.
21 No me desampares, oh Jehová;
Dios mío, no te alejes de mí.
22 Apresúrate a ayudarme,
Oh Señor, mi salvación.

### Español, hebreo y griego
La siguiente tabla muestra el texto en hebreo del salmo con vocales, junto con el texto en griego koiné de la Septuaginta  y la traducción al español de la Biblia del Rey Jacobo. Tenga en cuenta que el significado puede diferir ligeramente entre estas versiones, ya que la Septuaginta y el texto masorético provienen de tradiciones textuales diferentes.  En la Septuaginta, este salmo está numerado como Salmo 37.
| #     | Hebreo                                                        | Español | Griego |
| ----- | ------------------------------------------------------------- | --- | --- |
| [ 6 ] | מִזְמ֖וֹר לְדָוִ֣ד לְהַזְכִּֽיר׃                                            | (Salmo de David, para recordar.)                                                                                                   | Ψαλμὸς τῷ Δαυΐδ· εἰς ἀνάμνησιν περὶ τοῦ σαββάτου. -                                                                                       |
| 1     | יְֽהֹוָ֗ה אַל־בְּקֶצְפְּךָ֥ תוֹכִיחֵ֑נִי וּֽבַחֲמָתְךָ֥ תְיַסְּרֵֽנִי׃                          | Oh Señor, no me reprendas en tu ira, ni me castigues en tu furor.                                                                  | ΚΥΡΙΕ, μὴ τῷ θυμῷ σου ἐλέγξῃς με, μηδὲ τῇ ὀργῇ σου παιδεύσῃς με.                                                                          |
| 2     | כִּֽי־חִ֭צֶּיךָ נִ֣חֲתוּ בִ֑י וַתִּנְחַ֖ת עָלַ֣י יָדֶֽךָ׃                                | Porque tus flechas se clavan en mí, y tu mano me oprime.                                                                           | ὅτι τὰ βέλη σου ἐνεπάγησάν μοι, καὶ ἐπεστήριξας ἐπ᾿ ἐμὲ τὴν χεῖρά σου·                                                                    |
| 3     | אֵין־מְתֹ֣ם בִּ֭בְשָׂרִי מִפְּנֵ֣י זַעְמֶ֑ךָ אֵין־שָׁל֥וֹם בַּ֝עֲצָמַ֗י מִפְּנֵ֥י חַטָּאתִֽי׃            | No hay salud en mi carne por tu ira, ni hay descanso en mis huesos por mi pecado.                                                  | οὐκ ἔστιν ἴασις ἐν τῇ σαρκί μου ἀπὸ προσώπου τῆς ὀργῆς σου, οὐκ ἔστιν εἰρήνη ἐν τοῖς ὀστέοις μου ἀπὸ προσώπου τῶν ἁμαρτιῶν μου.           |
| 4     | כִּ֣י עֲ֭וֺנֹתַי עָֽבְר֣וּ רֹאשִׁ֑י כְּמַשָּׂ֥א כָ֝בֵ֗ד יִכְבְּד֥וּ מִמֶּֽנִּי׃                       | Porque mis iniquidades se han elevado sobre mi cabeza; como una carga pesada, son demasiado pesadas para mí.                       | ὅτι αἱ ἀνομίαι μου ὑπερῇραν τὴν κεφαλήν μου, ὡσεὶ φορτίον βαρὺ ἐβαρύνθησαν ἐπ᾿ ἐμέ.                                                       |
| 5     | הִבְאִ֣ישׁוּ נָ֭מַקּוּ חַבּוּרֹתָ֑י מִ֝פְּנֵ֗י אִוַּלְתִּֽי׃                                | Mis heridas apestan y se pudren por mi necedad.                                                                                    | προσώζεσαν καὶ ἐσάπησαν οἱ μώλωπές μου ἀπὸ προσώπου τῆς ἀφροσύνης μου·                                                                    |
| 6     | נַעֲוֵ֣יתִי שַׁחֹ֣תִי עַד־מְאֹ֑ד כׇּל־הַ֝יּ֗וֹם קֹדֵ֥ר הִלָּֽכְתִּי׃                         | Estoy afligido; estoy abatido; voy lamentándome todo el día.                                                                       | ἐταλαιπώρησα καὶ κατεκάμφθην ἕως τέλους, ὅλην τὴν ἡμέραν σκυθρωπάζων ἐπορευόμην.                                                          |
| 7     | כִּֽי־כְ֭סָלַי מָלְא֣וּ נִקְלֶ֑ה וְאֵ֥ין מְ֝תֹ֗ם בִּבְשָׂרִֽי׃                             | Porque mis lomos están llenos de una enfermedad repugnante, y no hay nada sano en mi carne.                                        | ὅτι αἱ ψόαι μου ἐπλήσθησαν ἐμπαιγμάτων, καὶ οὐκ ἔστιν ἴασις ἐν τῇ σαρκί μου·                                                              |
| 8     | נְפוּג֣וֹתִי וְנִדְכֵּ֣יתִי עַד־מְאֹ֑ד שָׁ֝אַ֗גְתִּי מִֽנַּהֲמַ֥ת לִבִּֽי׃                       | Estoy débil y muy quebrantado; he rugido por la inquietud de mi corazón.                                                           | ἐκακώθην καὶ ἐταπεινώθην ἕως σφόδρα, ὠρυόμην ἀπὸ στεναγμοῦ τῆς καρδίας μου.                                                               |
| 9     | אֲֽדֹנָ֗י נֶגְדְּךָ֥ כׇל־תַּאֲוָתִ֑י וְ֝אַנְחָתִ֗י מִמְּךָ֥ לֹֽא־נִסְתָּֽרָה׃                       | Señor, todo mi deseo está ante ti; y mi gemido no te es oculto.                                                                    | Κύριε, ἐναντίον σου πᾶσα ἡ ἐπιθυμία μου, καὶ ὁ στεναγμός μου ἀπὸ σοῦ οὐκ ἀπεκρύβη.                                                        |
| 10    | לִבִּ֣י סְ֭חַרְחַר עֲזָבַ֣נִי כֹחִ֑י וְֽאוֹר־עֵינַ֥י גַּם־הֵ֝֗ם אֵ֣ין אִתִּֽי׃                  | Mi corazón palpita, mis fuerzas me fallan; y la luz de mis ojos también se ha apagado.                                             | ἡ καρδία μου ἐταράχθη, ἐγκατέλιπέ με ἡ ἰσχύς μου, καὶ τὸ φῶς τῶν ὀφθαλμῶν μου, καὶ αὐτὸ οὐκ ἔστι μετ᾿ ἐμοῦ.                               |
| 11    | אֹֽהֲבַ֨י ׀ וְרֵעַ֗י מִנֶּ֣גֶד נִגְעִ֣י יַעֲמֹ֑דוּ וּ֝קְרוֹבַ֗י מֵרָחֹ֥ק עָמָֽדוּ׃                 | Mis amados y mis amigos se mantienen alejados de mi dolor; y mis parientes se mantienen a distancia.                               | οἱ φίλοι μου καὶ οἱ πλησίον μου ἐξ ἐναντίας μου ἤγγισαν καὶ ἔστησαν, καὶ οἱ ἔγγιστά μου ἀπὸ μακρόθεν ἔστησαν·                             |
| 12    | וַיְנַקְשׁ֤וּ ׀ מְבַקְשֵׁ֬י נַפְשִׁ֗י וְדֹרְשֵׁ֣י רָ֭עָתִי דִּבְּר֣וּ הַוּ֑וֹת וּ֝מִרְמ֗וֹת כׇּל־הַיּ֥וֹם יֶהְגּֽוּ׃ | También los que buscan mi vida me tienden trampas; y los que buscan mi mal hablan cosas maliciosas e imaginan engaños todo el día. | καὶ ἐξεβιάζοντο οἱ ζητοῦντες τὴν ψυχήν μου, καὶ οἱ ζητοῦντες τὰ κακά μοι ἐλάλησαν ματαιότητας, καὶ δολιότητας ὅλην τὴν ἡμέραν ἐμελέτησαν. |
| 13    | וַאֲנִ֣י כְ֭חֵרֵשׁ לֹ֣א אֶשְׁמָ֑ע וּ֝כְאִלֵּ֗ם לֹ֣א יִפְתַּח־פִּֽיו׃                          | Pero yo, como un sordo, no oía; y era como un mudo que no abre la boca.                                                            | ἐγὼ δὲ ὡσεὶ κωφὸς οὐκ ἤκουον καὶ ὡσεὶ ἄλαλος οὐκ ἀνοίγων τὸ στόμα αὐτοῦ·                                                                  |
| 14    | וָאֱהִ֗י כְּ֭אִישׁ אֲשֶׁ֣ר לֹֽא־שֹׁמֵ֑עַ וְאֵ֥ין בְּ֝פִ֗יו תּוֹכָחֽוֹת׃                        | Así era yo, como un hombre que no oye, y en cuya boca no hay reprensión.                                                           | καὶ ἐγενόμην ὡσεὶ ἄνθρωπος οὐκ ἀκούων καὶ οὐκ ἔχων ἐν τῷ στόματι αὐτοῦ ἐλεγμούς.                                                          |
| 15    | כִּֽי־לְךָ֣ יְהֹוָ֣ה הוֹחָ֑לְתִּי אַתָּ֥ה תַ֝עֲנֶ֗ה אֲדֹנָ֥י אֱלֹהָֽי׃                         | Porque en ti, oh Señor, espero; tú escucharás, oh Señor, Dios mío.                                                                 | ὅτι ἐπὶ σοί, Κύριε, ἤλπισα· σὺ εἰκακούσῃ, Κύριε ὁ Θεός μου.                                                                               |
| 16    | כִּֽי־אָ֭מַרְתִּי פֶּן־יִשְׂמְחוּ־לִ֑י בְּמ֥וֹט רַ֝גְלִ֗י עָלַ֥י הִגְדִּֽילוּ׃                    | Porque dije: «Escuchadme, no sea que se regocijen contra mí cuando mi pie resbale y se enaltezcan contra mí».                      | ὅτι εἶπα· μήποτε ἐπιχαρῶσί μοι οἱ ἐχθροί μου· καὶ ἐν τῷ σαλευθῆναι πόδας μου ἐπ᾿ ἐμὲ ἐμεγαλοῤῥημόνησαν.                                   |
| 17    | כִּֽי־אֲ֭נִי לְצֶ֣לַע נָכ֑וֹן וּמַכְאוֹבִ֖י נֶגְדִּ֣י תָמִֽיד׃                           | Porque estoy listo para detenerme, y mi dolor está continuamente ante mí.                                                          | ὅτι ἐγὼ εἰς μάστιγας ἕτοιμος, καὶ ἡ ἀλγηδών μου ἐνώπιόν μού ἐστι διαπαντός.                                                               |
| 18    | כִּֽי־עֲוֺנִ֥י אַגִּ֑יד אֶ֝דְאַ֗ג מֵ֖חַטָּאתִֽי׃                                     | Porque declararé mi iniquidad; me arrepentiré de mi pecado.                                                                        | ὅτι τὴν ἀνομίαν μου ἐγὼ ἀναγγελῶ καὶ μεριμνήσω ὑπὲρ τῆς ἁμαρτίας μου.                                                                     |
| 19    | וְֽ֭אֹיְבַי חַיִּ֣ים עָצֵ֑מוּ וְרַבּ֖וּ שֹׂנְאַ֣י שָֽׁקֶר׃                                | Pero mis enemigos están vivos y son fuertes, y se multiplican los que me odian sin razón.                                          | οἱ δὲ ἐχθροί μου ζῶσι καὶ κεκραταίωνται ὑπὲρ ἐμέ, καὶ ἐπληθύνθησαν οἱ μισοῦντές με ἀδίκως·                                                |
| 20    | וּמְשַׁלְּמֵ֣י רָ֭עָה תַּ֣חַת טוֹבָ֑ה יִ֝שְׂטְנ֗וּנִי תַּ֣חַת (רדופי) [רׇֽדְפִי־]טֽוֹב׃           | También aquellos que pagan el mal con el bien son mis adversarios, porque yo sigo lo que es bueno.                                 | οἱ ἀνταποδιδόντες μοι κακὰ ἀντὶ ἀγαθῶν ἐνδιέβαλλόν με, ἐπεὶ κατεδίωκον ἀγαθωσύνην.                                                        |
| 21    | אַל־תַּעַזְבֵ֥נִי יְהֹוָ֑ה אֱ֝לֹהַ֗י אַל־תִּרְחַ֥ק מִמֶּֽנִּי׃                             | No me abandones, oh Señor; Dios mío, no te alejes de mí.                                                                           | μὴ ἐγκαταλίπῃς με, Κύριε· ὁ Θεός μου, μὴ ἀποστῇς ἀπ᾿ ἐμοῦ·                                                                                |
| 22    | ח֥וּשָׁה לְעֶזְרָתִ֑י אֲ֝דֹנָ֗י תְּשׁוּעָתִֽי׃                                      | Apresúrate a socorrerme, oh Señor, mi salvación.                                                                                   | πρόσχες εἰς τὴν βοήθειάν μου, Κύριε τῆς σωτηρίας μου.                                                                                     |

## Contenido
El tema del salmo es el desagrado de Dios por el pecado. (1–11) y los sufrimientos y oraciones del salmista. (12-22).  El salmo se abre con una oración, David sintió como si se hubiera olvidado de su Dios. Luego pasa intermitentemente entre la queja y la esperanza.  Benjamin Weiss notó la "profundidad de la miseria en la cual el salmista se sumerge gradualmente en sus quejas, luego el repentino agarre del brazo de la misericordia y la omnipotencia"
Escrito tarde en la vida de David,  aunque Coffman cree que fue temprano en el reinado de David  A menudo se conjeturó como una especie de biografía para David.  Juan Calvino pensó más bien que era la intención de David comprometerse con la música para transmitir lo que había aprendido a lo largo de su vida, de la relación que tenía con su Señor  antes de su fallecimiento.

## Comentarios

### A todo el salmo
El Salmo 38 presenta una súplica penitencial en la que el orante reconoce su pecado y sufre profundamente tanto física como espiritualmente. A diferencia de los impíos que no admiten su culpa (cf. Sal 36,3), el salmista no se justifica, sino que asume su responsabilidad ante Dios (Sal 38,5.19). El salmo expresa una intensa conciencia de culpa, acompañada de enfermedad y aislamiento social (vv. 3-12), y representa una evolución respecto a otros salmos penitenciales como el 6 y el 32, al destacar no solo la confesión, sino también el sufrimiento derivado del pecado.
El texto se articula en cuatro clamores dirigidos a Dios (vv. 2,10,16,22). En el primero (vv. 2-9), el salmista pide no ser castigado y describe su dolor físico y psicológico. En el segundo (vv. 10-15), apela al conocimiento que Dios tiene de su sufrimiento, agravado por la indiferencia de sus allegados y el ataque de sus enemigos. En el tercero (vv. 16-21), manifiesta su esperanza en el Señor y confiesa abiertamente su culpa. En el cuarto (vv. 22-23), lanza una súplica final pidiendo auxilio inmediato. El salmo comienza y concluye con súplicas, enmarcando un desarrollo que alterna entre el dolor, la confesión y la confianza. Reconocido por la tradición cristiana como el tercer salmo penitencial, Sal 38 subraya el remordimiento interior como la verdadera herida causada por el pecado. A la luz del Nuevo Testamento, se interpreta también como figura del sufrimiento redentor de Cristo, quien, siendo inocente, cargó con los pecados del mundo (cf. Is 53,7; 1 Co 15,3).

#### A los versículos 2-15
En el Salmo 38, al igual que en el Salmo 6,2, el orante interpreta su enfermedad como un castigo justo, expresión de la corrección divina. La dolencia física no es vista como mero infortunio, sino como medio pedagógico por el cual Dios se hace presente y actúa (v. 3). El texto enfatiza los sufrimientos corporales del salmista, en una línea similar a la de Job, donde el dolor se convierte en espacio de revelación y transformación interior.
El salmista tiene la certeza de que Dios está al tanto de su situación (v. 10), a diferencia de sus allegados, que han reaccionado con abandono o con alegría maliciosa ante su caída (v. 12). A esto se suma la agresión verbal de los enemigos, que lo calumnian y buscan su ruina (v. 13). En esta situación, no se defiende; guarda silencio, consciente de que su estado de postración habla por sí mismo y que su enfermedad lo expone como culpable. A pesar de ello, no pierde la esperanza: mantiene su confianza en el Señor (v. 16), esperando su intervención y misericordia.

#### A los versículos 16-23
El Salmo 38 culmina con una expresión de esperanza firme. El orante acude al Señor como único juez capaz de discernir su verdadera intención de obrar el bien, en contraste con las acusaciones de sus enemigos. Pide con insistencia que Dios se le muestre cercano, no solo para defenderlo, sino también para sanarlo. A lo largo del salmo, y especialmente en su desenlace, se advierte una progresiva profundización en la experiencia de la presencia divina. Las invocaciones «Señor, Dios mío» (vv. 22-23.16.10) y «salvación mía» (v. 23) revelan una creciente conciencia de intimidad con Dios, que ya estaba implícita desde los primeros versículos (cf. v. 3). Esta progresión convierte al salmo en un testimonio claro del poder transformador de la oración constante. La súplica mantenida, incluso en medio del dolor y la incomprensión, es escuchada por Dios y conduce a una experiencia más profunda de su cercanía.

Tu deseo es tu oración; si el deseo es continuo, continua también es la oración. (…) Si tu deseo está en tu interior también lo está el gemido; quizá el gemido no llega siempre a los oídos del hombre, pero jamás se aparta de los oídos de Dios.

Junto a otros salmos en éste vemos que «el hombre del Antiguo Testamento vive la enfermedad de cara a Dios. Ante Dios se lamenta por su enfermedad (cfr Sal 38) y de Él, que es el Señor de la vida y de la muerte, implora la curación. La enfermedad se convierte en camino de conversión (cfr Sal 38,5; 39,9.12) y el perdón de Dios inaugura la curación (cfr Sal 32,5; 107,20; Mc 2,5-12).

## Usos

### Judaísmo
El versículo 22 es parte del largo Tajanún recitado los lunes y jueves.

### Nuevo Testamento
El versículo 11 se cita en Lucas 23:49.

### Iglesia católica
Desde alrededor del año 530, este salmo se realizaba tradicionalmente en los monasterios, durante las matinas del lunes, de acuerdo con la Regla de San Benito.  Dado que las reformas posteriores al Concilio Vaticano II, donde el ciclo principal de oraciones litúrgicas se lleva a cabo durante cuatro semanas, el Salmo 37 se recita durante la liturgia de las horas el viernes, la segunda semana, en la Oficina de Lecturas .

### Iglesia ortodoxa de Etiopía
El versículo 1 (que es casi idéntico al versículo 1 del Salmo 6 ) se cita en el capítulo 6 de 1 Meqabyan, un libro considerado canónico por esta iglesia.

## Configuraciones musicales
Los escenarios musicales del Salmo 38 incluyen:
- Domine ne in furore (salmo 37 según la numeración de la Vulgata) fue establecido por Josquin des Prés .
- "Herr, straf mich nicht en deinem Zorn / Lass mich dein Grimm verzehren nicht" (no debe confundirse con "Herr, straf mich nicht en deinem Zorn / Das bitt ich dich von Herzen", una paráfrasis del Salmo 6 ),  Salmo 38 en el Salterio Becker ,  fue establecido por Heinrich Schütz ( SWV  135, Zahn No. 5859).[28][29][30][31]
- Johann Sebastian Bach puso el Salmo 38: 4 en el coro de apertura de la cantata de su iglesia Es ist nichts Gesundes an meinem Leibe , BWV 25.
- Igor Stravinsky estableció el Salmo 38: 13,14 en el primer movimiento de su Sinfonía de los Salmos .